# Instrument młoteczkowy
Instrument młoteczkowy – instrument strunowy, w którym wibracja strun wzbudzana jest uderzeniem młoteczka, młoteczki są uruchamiane przez mechanizm powiązany z klawiaturą.
Do instrumentów strunowych młoteczkowych należą:
- fortepian
- pianola
- pianino